# Cesare Perdisa
Cesare Perdisa (né le 21 octobre 1932 à Bologne en Italie - mort le 10 mai 1998 dans la même ville) était un pilote automobile italien. 

## Biographie
Fils d'un riche éditeur italien (lequel possédait notamment la revue Quattrorotte, spécialisée dans le sport automobile), Cesare Perdisa a commencé sa carrière en 1954 dans des épreuves de la catégorie sport. La saison suivante, il accède à la Formule 1 au volant d'une Maserati 250F d'usine. Dès sa première apparition en championnat du monde, le Grand Prix de Monaco, il se met en évidence en terminant sur le podium après avoir relayé Jean Behra à mi-course. Lors du reste de la saison, il ne participe qu'à une seule autre course, le Grand Prix de Belgique, qu'il termine en huitième position. 
En 1956, toujours pilote officiel de l'Officine Alfieri Maserati, il participe à la majorité des manches du championnat et décroche un nouveau podium, en Belgique, une fois encore partagé avec un coéquipier, en l'occurrence Stirling Moss. Mais cette fois, c'est Perdisa qui a été relayé et ce résultat est surtout à mettre au crédit du Britannique, au volant pendant près des deux tiers de l'épreuve.
En 1957, il est intégré à la Scuderia Ferrari, avec laquelle il doit disputer le championnat sport (il remporte en début d'année les 1 000 km de Buenos Aires en équipage avec Masten Gregory, Eugenio Castellotti et Luigi Musso) et participe également au Grand Prix d'Argentine de Formule 1 (il partage une Ferrari D50/801 avec Peter Collins et Wolfgang von Trips). Ce sera la dernière apparition notable de Perdisa en compétition, qui, très éprouvé par la mort au mois de mars de son ami Castellotti, tué au volant de la Ferrari sport que les deux hommes devaient partager aux 12 heures de Sebring, préfère mettre un terme à sa carrière.

## Résultats en championnat du monde de Formule 1
| Saison | Écurie                    | Châssis       | Moteur              | Pneus     | GP disputés | Points inscrits | Classement |
| ------ | ------------------------- | ------------- | ------------------- | --------- | ----------- | --------------- | ---------- |
| 1955   | Officine Alfieri Maserati | Maserati 250F | Maserati 6 en ligne | Pirelli   | 2           | 2               | 17e        |
| 1956   | Officine Alfieri Maserati | Maserati 250F | Maserati 6 en ligne | Pirelli   | 4           | 3               | 15e        |
| 1957   | Scuderia Ferrari          | Ferrari 801   | Ferrari V8          | Englebert | 1           | 0               | n.c.       |